# Экологическая ситуация
Экологическая ситуация — это пространственно-временное сочетание различных, в том числе позитивных и негативных с точки зрения проживания и состояния человека, условий и факторов, создающих определённую экологическую обстановку на территории разной степени благополучия или неблагополучия.
Под экологической обстановкой понимается конкретное состояние окружающей человека среды, обусловленное взаимодействием природы и хозяйственной деятельности человека
По критерию остроты экологических ситуаций, выделяются следующие их уровни:
- удовлетворительная ситуация: из-за отсутствия прямого или косвенного антропогенного воздействия все показатели свойств ландшафтов не меняются;
- конфликтная ситуация имеет место в том случае, когда наблюдаются незначительные в пространстве и во времени изменения в ландшафтах, в том числе в средо- и ресурсовоспроизводящих свойствах, что ведёт к сравнительно небольшой перестройке структуры ландшафтов и восстановлению в результате процессов саморегуляции природного комплекса или проведения несложных природоохранных мер;
- напряжённая ситуация характеризуется негативными изменениями в отдельных компонентах ландшафтов, что ведёт к нарушению или деградации отдельных природных ресурсов и, в ряде случаев, к ухудшению условий проживания населения; при соблюдении природоохранных мер напряжённость экологической ситуации, как правило, спадает;
- критическая ситуация определяется по значительным и слабокомпенсируемым изменениям ландшафтов; происходит быстрое нарастание угрозы истощения или утраты природных ресурсов (в том числе генофонда), уникальных природных объектов, наблюдается устойчивый рост числа заболеваний из-за резкого ухудшения условий проживания;
- кризисная ситуация приближается к катастрофической, в ландшафтах возникают очень значительные и практически слабо компенсируемые изменения, происходит полное истощение природных ресурсов и резко уменьшается здоровье населения;
- катастрофическая ситуация характеризуется глубокими и часто необратимыми изменениями природы, утратой природных ресурсов и резким ухудшением условий проживания населения, вызванными в основном многократным превышением антропогенных нагрузок на ландшафты региона; важным признаком катастрофической ситуации является угроза жизни людей и их наследственности, а также утрата генофонда и уникальных природных объектов.

Под выявлением экологических ситуаций подразумевается: установление перечня (набора) экологических проблем; пространственная локализация экологических проблем; определение комбинации (сочетания) экологических проблем и отнесение выявленного ареала к той или иной степени остроты экологической ситуации. Таким образом, процесс выявления и картографирования экологических проблем и ситуаций взаимосвязан и неделим.